# Починок (Кукобойское сельское поселение)
Починок — деревня в Первомайском районе Ярославской области России, входит в состав Кукобойского сельского поселения, относится к Кукобойскому сельскому округу. 

## География
Расположена в 16 км на юго-восток от центра поселения села Кукобой и в 73 км на северо-запад от райцентра посёлка Пречистое. 

## История
Близ деревни на Зиновьевом погосте в 1831 году была построена церковь. В церкви было три придела: Успения Пресвятой Богородицы, Преподобного Павла Обнорского Чудотворца, Святых и Праведных Богоотца Иоакима и Анны. 
В конце XIX — начале XX века деревня входила в состав Подорвановской волости Пошехонского уезда Ярославской губернии.
С 1929 года деревня входила в состав Кукобойского сельсовета Первомайского района, с 2005 года — в составе Кукобойского сельского поселения.

## Население
| 1859 | 1914 | 2002 | 2007 | 2010 |
| ---- | ---- | ---- | ---- | ---- |
| 62   | ↗80  | ↘4   | ↘0   | →0   |

## Достопримечательности
Близ деревни в урочище Зиновьев погост расположена недействующая Церковь Успения Пресвятой Богородицы (1831).